# Arichanna violacea
Arichanna violacea là một loài bướm đêm trong họ Geometridae.